# Pholidobolus huancabambae
Pholidobolus huancabambae là một loài thằn lằn trong họ Gymnophthalmidae. Loài này được Reeder miêu tả khoa học đầu tiên năm 1996.